# 张璁
张璁（1475年12月27日—1539年），字秉用，後避嘉靖帝諱，改名孚敬，更字茂恭，号罗峰、羅山，浙江溫州府永嘉縣人，竈籍。明朝嘉靖年間重臣，官至吏部尚書、華蓋殿大學士，爲內閣首輔。张璁在“大禮議”事件中扮演重要角色，也是嘉靖朝改革的开启者。

## 生平

### 求學時代
张璁少好經學，博学多才，13岁时作《题族兄便面》诗云：“有个卧龙人，平生尚高洁。手持白羽扇，濯濯光如雪。动时生清风，静时悬明月。清风明月只在动静间，肯使天下苍生苦炎热。”并对《三礼》（《周禮》、《儀禮》、《禮記》）造诣颇深。弘治十一年（1498年）中式戊午科浙江乡试第七十八名举人，此後七赴京科，皆名落孫山。早年曾於瑶溪山中罗峰书院講學。直到正德十六年（1521年），張璁终于考中会试第九十六名，殿試登二甲七十七名进士，其時年已四十七歲。

### 大禮議
在明世宗即位后的第六天，杨廷和授意礼部尚书毛澄等人上书，翻出汉定陶王、宋濮王的案例道，世宗必须尊伯父孝宗为父，称“皇考”，对生父只能叫“皇叔考兴献大王”，母亲为叔母“皇叔母兴献王妃”，对亲生父母自称“侄皇帝”，并声称朝臣“有异议者即为奸邪，当斩”。正德十六年（1521年）七月初三，當時還是新科進士的張璁上疏支持世宗，認為世宗即位是繼承皇統，而非繼承皇嗣，即所謂「繼統不繼嗣」，皇統不一定非得父子相繼不可，而且漢定陶王、宋濮王都是預先立為太子，養在宮中，實際上已經是過繼給漢成帝和宋仁宗，「其為人後之義甚明」。張璁建議朱厚熜仍以生父為考，在北京別立興獻王廟（興獻王為明憲宗四子，明世宗父）。世宗見此奏章後大喜，稱「我父子得以保全了」。但張璁人單勢孤，難以動眾，世宗唯有先行妥協。張璁也被外放，任南京刑部主事。
三年之後，世宗的地位已穩固，試圖為父母封號加「皇」字。這時身在南京，与桂萼、胡铎等相互考证经史的張璁，與同僚等揣測帝意，紛紛上書重提舊事。嘉靖三年（1524年），张璁受杨一清帮助，得以奉召赴京，獲世宗重用，委為翰林學士，專負責禮儀事項，並迫使楊廷和辭職，而其他反對者都被下獄、貶官奪俸。張璁和桂萼等在朝廷中形成了「議禮派」，支持、奉迎皇帝，將議禮當作起家的政治資本，因此醞釀了一段時間後，又重新挑起了議禮之爭。張璁上疏列举礼官欺妄十三事，力挺世宗，曰：“《记》曰：‘礼非从天降也，非从地出也，人情而已矣。’故圣人缘人情以制礼，‘所以定亲疏，决嫌疑，别异同，明是非也。’”

### 实施改革
明武宗正德年间，明朝已濒临崩溃的边缘。明臣张原亦言：“盖以正德年间，国柄潜移，权幸用事，祖宗之制度，朝廷之纪纲，荡废殆尽。（张原：《论王邦奇等七次奏辩》，《明臣奏议》卷19）”出现了“天下汹汹，几至大乱（《慎刑狱以光新政疏》，《明经世文编》卷160。）”的局面。诸王、勋戚、官僚“请求及夺占民田者无算（张廷玉：《明史》卷77《食货志》）”。各种特权势力对土地的掠夺达到了疯狂的地步，流民充斥社会，起义遍及各省。
明世宗14岁继承皇位，在钦定大礼后，为张璁的改革奠定了基础，掌权后的张璁坚决清理庄田，并由畿辅扩大到各省，由庄田兼及僧寺产业。至嘉靖九年（1530年），查勘京畿勋戚庄田528处，计57400余顷，其中26000余顷分别还给业主等。撤回管庄军校，严定禁革事例，不许再侵占或投献民田，违者问罪充军，勋戚大臣亦参究定罪。这样相对地缓和及消除土地兼并的冲突和百年积弊，使社会秩序趋向稳定，为明王朝统治的延续起到了重要作用。
明代全国各省和重要城镇派出镇守太监，掌握军政大权，形成了宦官全国统治网络。他们依仗皇权，结党营私，陷害大臣，鱼肉人民；大肆搜刮，举国不宁。张璁极力革除镇守太监之制，为了确保革除事宜的顺利推进，张璁与世宗单独面议，或用密疏进言，使与镇守中官有密切联系的内廷宦官不能从中作梗。世宗在单独召见张璁之后，仍然犹豫不决，张璁又上密疏，催促世宗采取断然措施，将其革除。其疏言：“伏蒙皇上独召臣于平台面议，所以臣密切勤恳，实出血诚。已荷垂允，未见实行。今因密谕下问，敢再冒昧上陈，伏乞圣明断然为之，使百年流毒一旦顿除,四海生民从此乐业矣。（《议南京守备催革各处镇守》，《明经世文编》卷178。）”
从革除的过程来看，张璁采取了不事声张和渐进的革除方式。嘉靖十年（1531年）闰六月，大规模的革除活动全面展开，浙江、两广、福建、独石、永宁、万全、等处的镇守中官因“贪纵害事”皆被裁革（《明世宗实录》卷127）。这与当时大规模裁革冗官是同步进行的。不久，陕西、四川镇守太监以“贪肆”亦被裁革（《明世宗实录》卷129）。这次集中裁革的主要是分布于内地的镇守内官。把边镇镇守中官放在了最后革除。张璁对镇守中官的革除真正清除了长期以来镇守太监乱政害民之弊，使被镇守中官扰乱的地方政治趋于有序。
范守已认为张璁此举乃“千百年颂功为不穷（《宪章外史续编》卷2）”；何良俊认为张璁勇于担当革除镇守中官的重任，是其他得君最专者所不能比拟的，言：张璁“取回各省镇守太监，他人虽得君最专者，亦不肯如此担当”（《四友斋丛说》卷8）；蒋光彦在万历末年也说：张璁“归而后公相者，经济万不如公。去公六十七年，四方无貂珰之扰，默受公赐而晏如，不知今寓内始人人扼腕而思公矣（《光绪永嘉县志》卷26）”。
明朝人李乐对嘉靖前期革除镇守中官的积极作用给予较为全面、客观的评价，言：世宗皇帝继统，年龄虽小，英断夙成，待此辈不少假借。又得张公孚敬以正佐之，尽革各省镇守内臣，司礼监不得干预章奏。往瑾时，公卿大臣相见，无敢抗礼，甚有拜伏者。自张公当国，司礼以下各监局巨珰，见公竦息敬畏，不敢并行并坐，至以“张爷”呼之，不动声色，而潜消其骄悍之心。盖自汉唐宋元以来，宦官敛戢，士气得伸，国体尊严，未有如今日者，诚千载一时哉！（《见闻杂记》卷11）
科举制度是明朝政府选拔官员的主要途径，但在具体的运作过程当中，暴露了许多弊端，产生了明显的负效应。例如明臣王鳌在弘治十四年（1501年）说：“夫古之通经者，通其义焉耳，今也穿凿支离，以希合主司之求，人之才不如古，其实由此也。”（王鳌《制科议》，《明臣奏议》卷10）而正德时期的国子监祭酒陆深也说：“兴业者，进取之媒，非致理之路也。其弊也，浮华而无实用。举天下之人才皆误于科举”。（陆深《国学第对》，《明经世文编》卷155）
张璁改革科举制度，重新规定考试文体，提高应试者素质。由于科举名额极为有限，不可能网罗天下所有的真才，使许多士子难以通过科举而成为进士。于是，张璁推行三途并用之法，改革用人制度。在改革初期，阻力较大，如明人焦竑批评：张璁“为人刚愎，故所行多纵苛刻，如沙汰生员之举，是何意义！”（《玉堂丛语》卷4《献替》）出现这种因循之论并不为怪，其反映了一部分人的短视之见。张璁改革科举制度，改变学风，强化学校的教育功能，考汰之法，以及对提学官的大力整顿，取得了显著的成效。焦竑又赞道：张璁“久于科第，谙世故，得位，每事欲复祖宗股制，行进士、举人、岁贡三途并进法，士风一变，人思奋庸，贤才辈出而无滞。”（《玉堂丛语》卷6《事例》）明代名臣张居正在万历三年（1575）以自己少年时的亲身体验对嘉靖前期整顿学政的成就予以极高的评价。他说：“臣等幼时，犹及见提学官多海内名流，类能以道自重，不苟徇人，人亦无敢干以私者。士习儒风，犹为近古。”（《万历起居注》）可以说，嘉靖前期是明代历史上整顿学风成效最为显著的时期。
清理勋戚庄田，罢撤天下镇守太监，革除外戚世封，严革贪风、严肃监察制度，严分厂、卫与法司职权，改革科举之弊，改正孔子称号和典祀，以及整顿军队团营等，均是其改革措施的荦荦之者。其改革以最大限度扫除了百余年来的明代积弊，激发了明统治阶层的活力，遏制并扭转了国势日衰的趋势。其影响波及隆庆至万历前期，为之后的“隆万”改革提供了充分的理论基础和实践基础，并减轻了阻力，高拱张居正的很多改革措施实际上是“张璁改革”的延伸。他们对其予以尽可能效法。明人何乔远《名山藏》总结嘉靖初期“励精化理，湔濯海内观听，挈清政本，杜塞旁落，奋武揆文，网罗才实。至于稽古礼典，取次厘毖一切，创必表章，轶往宪来，赫然中兴，多孚敬（张璁）所翼赞”（《名山藏》卷73《臣林记十八·嘉靖臣二·张孚敬传》）。客观肯定张璁的辉煌政绩。但改革由于在当时是损害了特权阶层的既得利益，也引发了很大的仇恨。

### 位極人臣
張璁及桂萼初任內閣學士，眾翰林恥與同列。大禮議後，眾人更是交章參劾，不被世宗理睬。張、桂二人先後參倒首輔費宏、楊一清，張璁又請求將翰林院講讀以下“量才外補”，遭到改官及罢黜者二十二人，庶吉士都改部属用或知縣，“翰苑為空”。張璁歷官少傅兼太子太傅、吏部尚书、谨身殿大学士，成為內閣首辅，世称“张阁老”。嘉靖十年二月，璁以名嫌御讳（世宗名朱厚熜），請求改名，世宗欽賜名孚敬，字茂恭，并御书四大字賜之。嘉靖十一年，保定巡抚林有孚上疏陳述“镇守内臣”之害，兵部尚书李承勋覆议，孚敬亦力持之，“遂革镇守，并市舶、守珠池内官，皆革之”。嘉靖十三年，晉少師兼太子太師、华盖殿大学士。

### 暮年岁月
嘉靖十四年（1535年）春，张璁患病，屢請致仕，世宗不允，为之亲制药饵。张璁在朝房值班时昏晕过去不省人事者一天多，因病情急剧加重，世宗不得已乃许致仕回家调养。
世宗多次派人去温州瑶溪贞义书院看望张璁，并几次下旨召张璁到京复任，但都因身体原因未能到京。嘉靖十八年二月，张璁病殁于温州，卒年65岁。世宗尚追悼不已。“赐祭葬有加，赠太师，谥号文忠。”

## 家族
曾祖张椿寶。祖父张敏。父张昪。前母高氏、陈氏，母謝氏。永感下。兄张瑞、张玿、张璩、张珂、张珊、张珮、张瑚、张琰、张珫、张珏、张璞。

## 纪念
张璁逝世后，嘉靖帝“赐建家庙，有司春秋致祭，荫一子为尚宝司丞；遣布政使右参议周在等谕祭，凡十有二坛；命工部员外郎许仁卿开圹督有司理一应丧葬事”。张璁及夫人墓今葬在状元镇响动岭村，土改和文革期间遭受破坏。2007年，张璁墓区遗址被列为温州市龙湾区文物保护单位。
2007年，“张阁老传说”被列入第二批浙江省级非遗名录。
张璁祖祠2011年被列入“浙江省第六批文物保护单位”。

## 評價
- 明·余继登《皇明典故纪闻·卷一七》：“嘉靖时，侍郎张璁等言“祖宗设立刑部、都察院、大理寺等，谓之法司，所以纠正官邪，清平狱讼也。设立东厂、锦衣卫，谓之诏狱，所以缉捕盗贼，诘访奸宄也，夫职业之废，谓之旷官；职掌之夺，谓之侵官。今后凡贪官冤狱，仍责之法司提问辩明，若有隐情曲法，听厂、卫觉察上闻，凡盗贼奸宄，仍责之厂、卫缉访捕获，然必审问明白，送法司拟罪上闻，庶于事体为当。”

- 明·王同轨《耳谈类增·卷一》：「孚敬（张璁）殚精悉虑，体国不私。在吏、兵二部，时人所指为美庄肥库，绝不私党。革镇守，裁阉寺，清政本。日与天子争可否，一言不允，即乞休，立乘车出张家湾，行李潇然无长物，必中旨恳留，遣使数回，乃返。屡屡如此，曾不以遇合固宠顺旨，植党营私。其廉洁忠耿，匡弼辅翊，亦可谓社稷之臣。」

- 明·倪绾《群谈采余·卷六》：「公（张璁）厘革夙弊，力除镇守各局，并裁酌一切军民利病，我朝之治，聿然中兴。世称相业风节。」

- 明·王世贞《皇明盛典述》：「世宗朝，张文忠公（张璁）佐命中兴，相业烜赫，近古少俪。」

- 《明世宗实录》：「以是搢绅之士，嫉之如仇。然其刚明峻洁，一心奉公，慷慨任事，不避嫌怨。其掌都察院，不终岁而一时风纪肃清，积弊顿改。在内阁，自以受上特知，知无不言。密谋庙议，既同事诸臣，多不与闻者。至于清勋戚庄田，罢镇守内官，百吏奉法，苞苴路绝，海内治矣。至其持议守正，虽严谕屡下，陈辞益剀切不挠。上察其诚，久久益敬信之，常以元辅罗山呼之而不名。」

- 《编年信史》：「张永嘉（张璁）相业俊伟掀揭，本朝首推。即如镇守内臣，自景泰初设至今，五虑百余年，虽孝宗之仁圣，李（东阳）、谢（迁）之专久，未闻匡救者，而永嘉力能回天，以除大患，有再造宇宙之功云。」

- 《明经世文编》：永嘉（张璁）功在社稷，莫大于是。

- 《万历野获编》：「江陵（张居正）极推许永嘉（张璁），盖其才术相似，故心仪而瘫之赞叹。」

- 《国朝典故》：「孚敬刚明峻洁，一心奉公，慷慨任事，不避嫌怨。果于自用，休休之量，是其所短。上亲按其古谥法，以其危身奉上，特谥曰文忠，眷顾之厚，终始不替云。」

- 《歧海琐谈》：「刚明峻洁，一心为公，慷慨纪事，不避嫌怨。」

- 明晋江人黄光升《昭代典则》中称：“张孚敬（张璁）奏革各省镇守内臣及清勘皇亲庄田，土官得行其志，黎庶得安其寝，天下鼓舞若更生，其功万世不可泯也。”
- 明万历本作《国史传》赞张璁：“清勋戚庄田，罢镇守内官，百吏奉法，苞苴路绝，海内治矣。”
- 《明史·本传》：「刚明果敢，不避嫌怨。既遇主，亦时进谠言。”“他若清勋戚庄田，罢天下镇守内臣，先后殆尽，皆其力也。持身特廉，痛恶赃吏，一时苞苴路绝。而性狠愎、报复相寻、不护善类。」[12]

- 粱章钜《浪迹续谈》卷5，《张文忠公》，载：「前明有两张文忠，时论皆以权相目之，其实皆济时之贤相，未可厚非。窃以心迹论之，则永嘉（张璁）又似胜江陵（张居正）一筹。永嘉之议大礼，出所真见，非以阿世，其遭际之盛，亦非所逆料。而其刚明峻洁，始终不渝，则非江陵所能及”。」

- 徐继素、陈君慧主编《中国通史》：张璁始终清廉自守，博学明辨，而勇于革新，可谓嘉靖朝难得的贤相，也是明代一少有的阁臣。

## 家庭
張璁长子名张逊志。
张璁次子名张逊业（1525～1560）   字有功，号瓯江，配十都垟头吴氏，子三，汝纲、汝纪、汝经，女二，长适乐清蒲岐侯任邦，次适郡城蝉湖高师尧。孚敬次子。工词翰，善行草书。以荫入太学，授中书舍人，进尚宝司丞，稍迁南京光禄署正、顺天府判，转太仆寺丞。负气节，与沈炼交善，故为严嵩父子所恶。著有《呜玉集》、《使郢集》、《瓯江集》，尝辑《十二家唐诗》。
张璁三子名张逊肤。

## 著作
张璁著有《太師張文忠公集》八卷、《礼记章句》八卷、《周礼注疏》十二卷、《仪礼注疏》五卷、《大礼要略》、《罗山奏疏》、《罗山文集》、《正先师孔子祀典集议》等。

## 延伸阅读
[在维基数据编辑]
 《國朝獻徵錄·卷之十六》，出自焦竑《國朝獻徵錄》
 《明史卷一百九十六》，出自《明史》
 在维基共享资源阅览影像
| 官衔          | 官衔                        | 官衔          |
| ------------- | --------------------------- | ------------- |
| 前任： 楊一清 | 明朝内阁首輔 1529年－1531年 | 繼任： 翟鑾   |
| 前任： 翟鑾   | 明朝内阁首輔 1531年－1532年 | 繼任： 方獻夫 |
| 前任： 方獻夫 | 明朝内阁首輔 1533年－1535年 | 繼任： 李時   |